# Sylvie Giry-Rousset
Sylvie Giry-Rousset (* 21. Juli 1965 in Grenoble) ist eine ehemalige französische Skilangläuferin.

## Werdegang
Giry-Rousset gewann 1987 den La Foulée Blanche, 1988, 1995 und 1998 den Marathon de Bessans und nahm im Februar 1991 im Val di Fiemme erstmals an Nordischen Skiweltmeisterschaften teil. Ihre besten Platzierungen dabei waren der 27. Platz über 10 km Freistil und der neunte Rang mit der Staffel. Ihre besten Ergebnisse bei den Olympischen Winterspielen 1992 in Albertville waren der 28. Platz über 15 km klassisch und der fünfte Rang zusammen mit Carole Stanisière, Sophie Villeneuve und Isabelle Mancini in der Staffel. In der Saison 1992/93 holte sie in Štrbské Pleso mit dem 30. Platz über 10 km klassisch ihren einzigen Weltcuppunkt und kam bei den  Nordischen Skiweltmeisterschaften 1993 in Falun auf den 49. Platz über 5 km klassisch, auf den 42. Rang in der Verfolgung und auf den 37. Platz über 15 km klassisch. Zudem wurde sie dort zusammen mit Carole Stanisière, Sophie Villeneuve und Isabelle Mancini Neunte in der Staffel. Bei den Olympischen Winterspielen im Februar 1994 in Lillehammer belegte sie den 50. Platz über 30 km klassisch und den 11. Rang zusammen mit Carole Stanisière, Sophie Villeneuve und Elisabeth Tardy in der Staffel.

## Teilnahmen an Weltmeisterschaften und Olympischen Spielen

### Olympische Spiele
- 1992 Albertville: 5. Platz Staffel, 28. Platz 15 km klassisch, 32. Platz 10 km Freistil Verfolgung, 39. Platz 30 km Freistil, 45. Platz 5 km klassisch
- 1994 Lillehammer: 11. Platz Staffel, 50. Platz 30 km klassisch

### Nordische Skiweltmeisterschaften
- 1991 Val di Fiemme: 9. Platz Staffel, 27. Platz 10 km Freistil, 34. Platz 5 km klassisch, 37. Platz 30 km Freistil, 39. Platz 15 km klassisch
- 1993 Falun: 9. Platz Staffel, 37. Platz 15 km klassisch, 42. Platz 10 km Freistil Verfolgung, 49. Platz 5 km klassisch